# اسماعیل صدیق
اسماعیل صدیق (انگلیسی: Esmaeil Sedigh؛ زادهٔ) مربی و مدرس فوتسال ایرانی مقیم فیلیپین است. او بازیکن سابق فوتبال زیر ۲۱ سال دسته یک ایران بود. او سمت مدیر بخش فوتسال زیر نظر فدراسیون فوتبال فیلیپین را برعهده داشته‌است. صدیق به خاطر کمک‌هایش در پیشرفت تیم ملی فوتسال فیلیپین شناخته شده‌است.